# 幸福的眼泪
幸福的眼泪為2008年至2009年播出的中國電視劇，由金莎、劉恩佑及楊貴媚主演，於廈門取景。  故事根據日本真實故事、電影及電視劇 一公升的眼淚 改編。

## 故事概述
童瑤（金莎）本身是個可愛樂天的女孩，偶然發現她患上罕有絕症，突如其來的厄運沒有打敗她。相反，她以頑強的生命力感染著身邊每一個人，包括她抽煙酗酒的失婚母親。母女二人互相扶持，努力與命運抗爭，直至童瑤走至生命的盡頭。另一方面，她因患病被初戀男友石磊拋棄，但不久她遇上了真愛——顧亦航。可是，絕症成為兩人的障礙物。

## 演員
- 金莎 飾 何童瑤
- 劉恩佑 飾 顧亦航
- 楊貴媚 飾 何亞潔
- 楊爍 飾 石磊
- 吉祥 飾 方美媛
- 張乃鷗 飾 白玫

## 配樂
- 金莎《留下來》
- 金莎《彗星的眼淚》
- 劉恩佑《可不可以不愛你》
- 金莎 劉恩佑《幸福的眼淚》